# Sergijev Posad

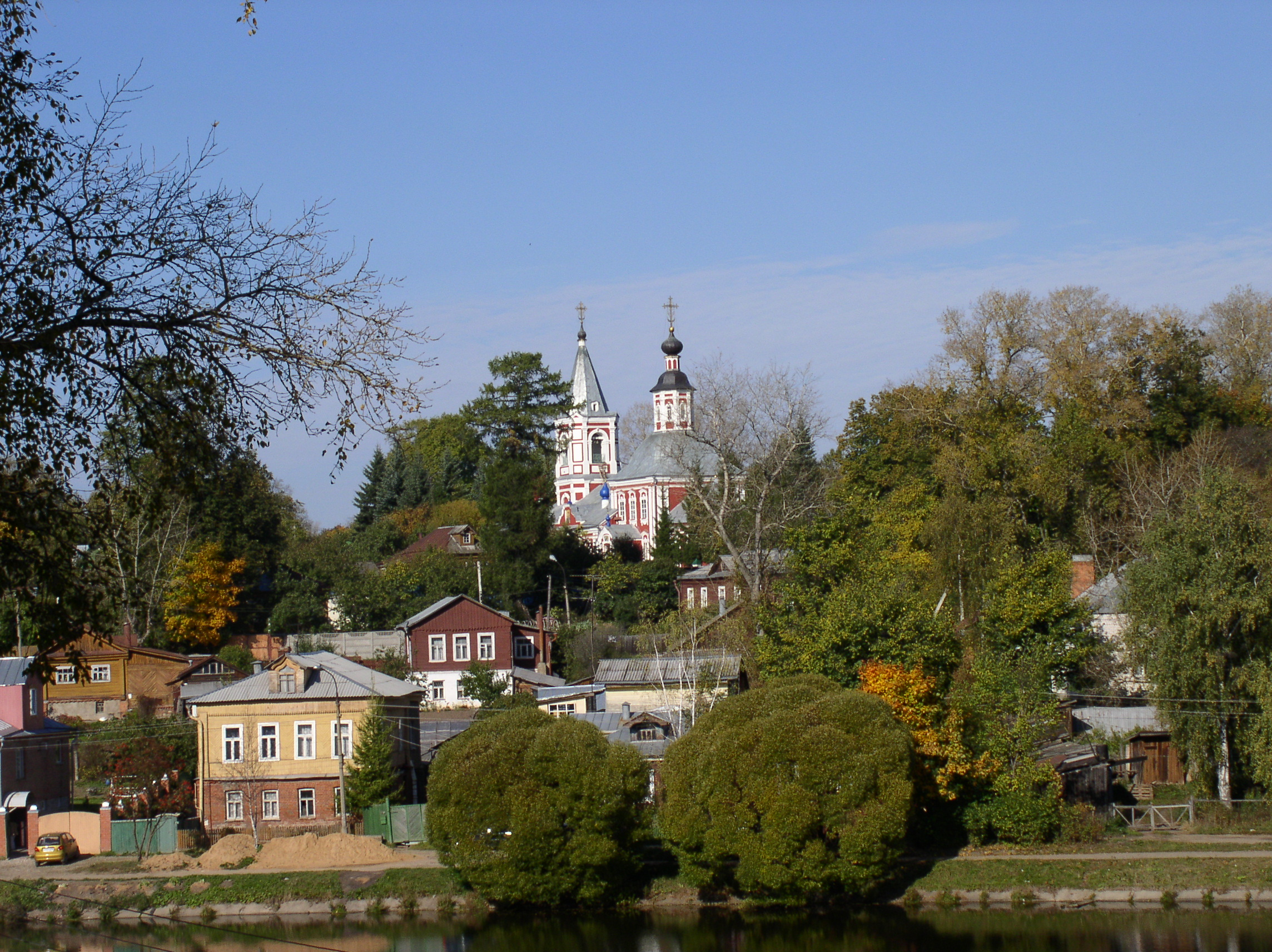
Sergijev Posad.

Sergijev Posad (ryska: Сергиев Посад) är en stad i Moskva oblast i Ryssland. Folkmängden uppgick till 106 007 invånare i början av 2015.
Mellan 1919 och 1930 hette staden Sergijev (ryska: Сергиев). Därefter ändrades namnet till Zagorsk (ryska: Загорск), efter den ryske revolutionsledaren Vladimir Zagorskij (1883–1919). Staden återfick namnet Sergijev Posad år 1992.
Staden är känd för Treenighetsklostret och St Sergiusklostret, grundade under mitten av 1300-talet. Dessa kloster har under äldre tider varit vallfartsmål för ortodoxa från hela landet. Inom stadsmuren finns ett flertal kyrkor i gammalrysk stil, exempelvis Treenighetskatedralen från 1422 och Marie himmelsfärd-katedralen från senare delen av 1700-talet som bland annat har ett klocktorn som är över 80 meter högt.